# Eugen Ștefănescu
Eugenio "Eugen" Ștefănescu, född 15 maj 1904, var en rumänsk bobåkare. Han deltog vid olympiska vinterspelen i Sankt Moritz 1928. Hans lag kom på 19:e plats.